# Teutoburgerskogen

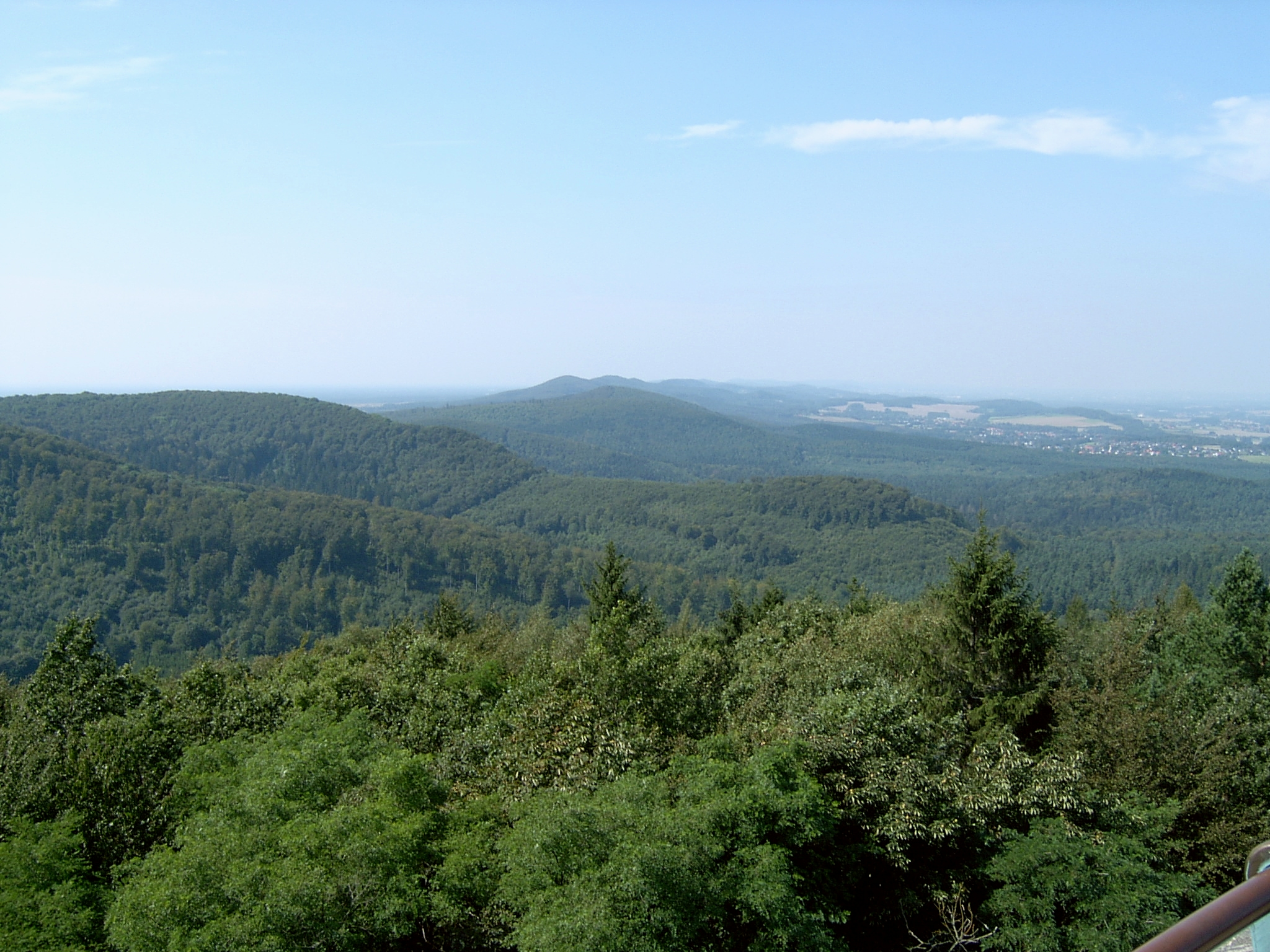
Vy över Teutoburgerskogen.

Teutoburgerskogen (ty. Teutoburger Wald) är ett tyskt skogsområde mellan städerna Rheine och Bielefeld. Den fick namnet 1616 då man antog att slaget vid Teutoburgerskogen som skedde år 9 e.Kr., då tre romerska legioner förintades i ett slag mellan romare och germaner, inträffade där. Det så kallade Hermannsdenkmal (Hermannsmonumentet) som minner om slaget står däremot i en östlig utlöpare av Teutoburgerskogen, nära staden Detmold. 
Senare utgrävningar tyder på att det historiska slaget snarare ägde rum i ett bergsområde cirka 20 km i nordöstlig riktning, i Wiehengebirge.

## Slaget
I september år 9 e.Kr. var den romerske guvernören av Germanien, Publicus Quinctilius Varus, på straffexpedition mot cheruskerna jämte ytterligare några germanska stammar. Bakgrunden var att Varus hade avkrävt cheruskerna tribut vilket dessa hade vägrat betala. Romarriket hade vid denna tidpunkt ännu inte varit i öppen konflikt med cheruskerna. Cheruskernas ledare Arminius och Segimer hade sannolikt förberett ett uppror mot romarna under en längre tid, men Varus hade valt att inte tro på de underrättelser han fått.
När slaget var över efter tre dagar var tre legioner (XVII, XVIII och XIX), sex kohorter och tre alae samt förstärknings- och understödsförband slagna i grunden. Uppskattningar talar om förluster för romarna på cirka 30 000 man.